# Coproica rufifrons
Coproica rufifrons är en tvåvingeart som beskrevs av Hayashi 1991. Coproica rufifrons ingår i släktet Coproica och familjen hoppflugor. Inga underarter finns listade i Catalogue of Life.